# Kōstas Tsartsarīs
Kōnstantinos Tsartsarīs, detto Kōstas (in greco Κωσταντίνος "Κώστας" Τσαρτσαρής?; Veria, 17 ottobre 1979), è un ex cestista e allenatore di pallacanestro greco.

## Carriera
Con la Grecia ha disputato due edizioni dei Giochi olimpici (Atene 2004, Pechino 2008), due dei Campionati mondiali (2006, 2010) e due dei Campionati europei (2005, 2007).

## Palmarès

### Giocatore

#### Squadra
- Campionato greco: 10

Panathinaikos: 2002-03, 2003-04, 2004-05, 2005-06, 2006-07, 2007-08, 2008-09, 2009-10, 2010-11, 2012-13
- Coppa di Grecia: 8

Panathinaikos:	2002-03, 2004-05, 2005-06, 2006-07, 2007-08, 2008-09, 2011-12, 2012-13
- Eurolega: 3

Panathinaikos: 2006-07, 2008-09, 2010-11

#### Individuale
- MVP Coppa di Grecia: 3

Panathinaikos: 2005-06, 2006-07, 2007-08